# Dinochloa sublaevigata
Dinochloa sublaevigata är en gräsart som beskrevs av Soejatmi Dransfield. Dinochloa sublaevigata ingår i släktet Dinochloa och familjen gräs. Inga underarter finns listade i Catalogue of Life.